# نمط التعلق القلق ( في العلاقات )
لقد تم الربط بين نمط التعلق القلق والعديد من الصعوبات النفسية والشخصية . على سبيل المثال، قد أشارت بعض الدراسات إلى أن نمط التعلق القلق قد يكون هو العامل الذي يربط بين الإساءة العاطفية في الطفولة و اضطراب الشخصية الحدية. 

## الخصائص
يظهر على الأفراد الذين لديهم نمط التعلّق القَلِق رغبة شديدة في القُرب والحميمية في علاقاتهم، غير أنّهم غالبًا ما يعانون مستوياتٍ مرتفعةً من القلق وعدم اليقين حيال مدى توافُر واستجابات من تعلقوا بهم  ويرتبط هذا النمط من التعلّق بصورةٍ سلبية عن الذات وصورةٍ إيجابية عن الآخرين، ممّا يؤدّي إلى انشغال مُفرِط بالعلاقات وخوف من التخلّي أو الهجر.
الأشخاص ذوو نمط التعلّق القَلِق غالبًا ما يكونون أكثر حساسية تجاه الإشارات العاطفية، ويميلون إلى ملاحظة آلام الآخرين وانزعاجهم بشكل أكبر.
قد يكون السبب في ذلك أنهم يسقطون صفاتهم الحقيقية على طريقة رؤيتهم للآخرين. كما أنهم يهتمون كثيرًا بتحقيق تقدم واضح في العلاج، فيشعرون أن بكاءهم في الجلسات لا يحقق لهم فائدة كبيرة، خصوصًا إذا لم تكن علاقتهم بالمعالج قوية بما يكفي.
يميل الأفراد الذين لديهم هذا النمط من التعلق إلى أن يكون لديهم نظرة سلبية للذات ونظرة متذبذبة أو متقلبة للآخرين، مما قد يساهم في حدوث خلل في العلاقات الشخصية. 
يمتلك الأفراد ذوو نمط التعلّق القَلِق فرصًا أكبر للتأمل في مشاعرهم، مما يمنحهم قدرة أعلى على فهمها والتعبير عنها. ومع ذلك، قد يعتمدون على أساليب كتم الذات ويُقيّدون التعبير عن مشاعرهم السلبية، خاصة في إطار العلاقات القريبة.

## الأسباب
يرتبط نمط التعلّق القَلِق بتركيز زائد على الإشارات الاجتماعية ذات البعد العاطفي، إذ ينشط جزء في الدماغ يُسمى اللوزة الدماغية بشكل أكبر عند تقييم هذه المواقف. وهذا يجعل أصحاب هذا النمط أكثر قلقًا بشأن ما إذا كان الأشخاص الذين يعتمدون عليهم سيتواجدون من أجلهم ويستجيبون لهم أم لا.

## بحث
أظهرت أبحاث في مجال التربية أن الوالدين ذوي نمط التعلّق القَلِق يميلون إلى إظهار سلوكيات أكثر عدائية وأقل دفئًا مقارنةً بالوالدين ذوي نمط التعلّق الآمن.
من حيث الاختلافات العمرية، وجدت الدراسات أن كبار السن يميلون إلى أن يكون لديهم مستويات أقل من التعلق القلق مقارنة بالبالغين الأصغر سنا. 